# Eugenia strellensis
Eugenia strellensis är en myrtenväxtart som beskrevs av Otto Karl Berg. Eugenia strellensis ingår i släktet Eugenia och familjen myrtenväxter. Inga underarter finns listade i Catalogue of Life.